# Elektriskt flöde
Inom elektromagnetism är elektriskt flöde, {\displaystyle \Phi _{E}}, ett begrepp som mäter hur mycket av ett elektriskt fält passerar genom någon viss yta, och i vilken riktning. Det är värt att notera att det inte finns något fysikaliskt flöde associerat med ett elektriskt fält, men eftersom det elektriska fältet beskrivs av ett vektorfält {\displaystyle {\vec {E}}({\vec {x}})}, och eftersom vektorfält också används för att modellera fysikaliska flöden, kan vi välja prata om elektriska fält i termer av "flöden".
Låt {\displaystyle S} vara en yta (utsida) med en riktning given av en normalvektor {\displaystyle {\vec {n}}} till varje punkt på ytan. Då blir det elektriska flödet, {\displaystyle \Phi _{E}}, en integral över ytan {\displaystyle S}, där det elektriska fältet genom små areaelement {\displaystyle dA} summeras.
{\displaystyle \Phi _{E}=\int _{S}{\vec {E}}\cdot {\vec {n}}\;dA=:\int _{S}{\vec {E}}\cdot \;d{\vec {A}}}
I den intuitiva bilden med fältlinjer, kan denna integral förstås i termer av att "räkna antalet fältlinjer som passerar genom en viss yta".
Om det elektriska fältet är konstant över ytan {\displaystyle S} så blir integralen ekvivalent med vanlig skalärprodukt.
{\displaystyle \Phi _{E}={\vec {E}}\cdot {\vec {A}}}